# Kermestan
Kermestan (persa: كرمستان, também romanizado como Kermestān)  é uma aldeia no distrito rural de Gowharan, distrito de Gowharan, condado de Bashagard, província de Hormozgan, Irã. No recenseamento de 2006, sua população era 316, em 80 famílias.

## Referencias
1. ↑  Kermestan pode ser encontrado no GEOnet Names Server, neste linque, abrindo a caixa Advanced Search, digitando "-3070252" na caixa Unique Feature Id, e clicando em Search Database.
2. ↑  «Censo da República Islâmica do Irã, 1385 (2006)» (Excel). Repúblia Islâmica do Irã. Cópia arquivada em 11 de novembro de 2011